# Brezno
Brezno (en húngaro: Breznóbánya) es una ciudad de la región de Banská Bystrica, en Eslovaquia, capital de su distrito. Está situada a orillas del río Hron, entre la cordillera del Bajo Tatra y los Montes Metalíferos eslovacos, unos 45 km al oeste de Banská Bystrica.
Aunque existe constancia de asentamientos en el lugar que se remontan a la Prehistoria, la población actual tiene su origen en un mercado que los mineros alemanes fundaron a comienzos del siglo XIII.

## Demografía
| Año        | 1994   | 2004    | 2014    | 2024    |
| ---------- | ------ | ------- | ------- | ------- |
| Población  | 22 981 | 22 417  | 21 331  | 19 671  |
| Diferencia |        | −2,45 % | −4,84 % | −7,78 % |

| Año        | 2023   | 2024    |
| ---------- | ------ | ------- |
| Población  | 19 790 | 19 671  |
| Diferencia |        | −0,60 % |